# Slovenia Open
Slovenia Open – kobiecy turniej tenisowy kategorii WTA 250 zaliczany do cyklu WTA Tour. Rozgrywany na kortach twardych w Portorožu w latach 2005–2010 oraz ponownie od 2021 roku.

## Mecze finałowe

### Gra pojedyncza
| Rok       | Zwyciężczyni               | Finalistka                 | Wynik                      |
| 2022      | Kateřina Siniaková         | Jelena Rybakina            | 6:7(4), 7:6(5), 6:4        |
| 2021      | Jasmine Paolini            | Alison Riske               | 7:6(4), 6:2                |
| 2011–2020 | Turniej nie był rozgrywany | Turniej nie był rozgrywany | Turniej nie był rozgrywany |
| 2010      | Anna Czakwetadze           | Johanna Larsson            | 6:1, 6:2                   |
| 2009      | Dinara Safina              | Sara Errani                | 6:7, 6:1, 7:5              |
| 2008      | Sara Errani                | Anabel Medina Garrigues    | 6:3, 6:3                   |
| 2007      | Tatiana Golovin            | Katarina Srebotnik         | 2:6, 6:4, 6:4              |
| 2006      | Tamira Paszek              | Maria Elena Camerin        | 7:5, 6:1                   |
| 2005      | Klára Koukalová            | Katarina Srebotnik         | 6:2, 4:6, 6:3              |

### Gra podwójna
| Rok       | Zwyciężczynie                                  | Finalistki                                  | Wynik                      |
| 2022      | Marta Kostiuk Tereza Martincová                | Cristina Bucșa Tereza Mihalíková            | 6:4, 6:0                   |
| 2021      | Anna Kalinska Tereza Mihalíková                | Aleksandra Krunić Lesley Pattinama Kerkhove | 4:6, 6:2, 12–10            |
| 2011–2020 | Turniej nie był rozgrywany                     | Turniej nie był rozgrywany                  | Turniej nie był rozgrywany |
| 2010      | Marija Kondratjewa Vladimíra Uhlířová          | Anna Czakwetadze Marina Erakovic            | 6:4, 2:6, 10–7             |
| 2009      | Julia Görges Vladimíra Uhlířová                | Camille Pin Klára Zakopalová                | 6:4, 6:2                   |
| 2008      | Anabel Medina Garrigues Virginia Ruano Pascual | Wiera Duszewina Jekatierina Makarowa        | 6:4, 6:1                   |
| 2007      | Lucie Hradecká Renata Voráčová                 | Andreja Klepač Jelena Lichowcewa            | 5:7, 6:4, 10–7             |
| 2006      | Lucie Hradecká Renata Voráčová                 | Eva Birnerová Émilie Loit                   | walkower                   |
| 2005      | Roberta Vinci Anabel Medina Garrigues          | Jelena Kostanić Katarina Srebotnik          | 6:4, 5:7, 6:2              |